# Owaka
Owaka es una pequeña localidad en Otago, al sur de la Isla Sur de Nueva Zelanda. Es la mayor comunidad del área boscosa de Catlins, cerca de la frontera con la región Southland, a unos 35 km al sur de Balclutha. La población total se estima en 400 habitantes. 
El nombre de la ciudad viene del Maori, significando "lugar de canoas", una referencia a la localización del asentamiento cerca del Río Owaka, que se une al Río Catlings tres kilómetros al sur de la ciudad, cerca de la cosa. La ciudad se llamó originalmente Río Catlins, y más tarde Quakerfield.
El 22 de junio de 1896, Owaka se convirtió en el punto final de la línea ferroviaria Catlins River, manteniendo ese estatus hasta el aumento del ramal hasta Ratanui el 1 de agosto de 1904. Actualmente, la línea férrea termina en Tahakopa, pero en los años cincuenta hubo un declive en el tráfico circulando un solo tren a la semana. La línea cerró el 27 de febrero de 1971, quedando actualmente sólo pequeños restos de la misma, como la estación de Owaka.
- Datos: Q1489895
- Multimedia: Owaka / Q1489895